# إيرل هاريسون
إيرل هاريسون (20 أغسطس 1961 - ) (بالإنجليزية: Earl Harrison)‏ هو لاعب كرة سلة أمريكي في مركزي الوسط وهجوم قوي الجسم.

## وصلات خارجية
- إيرل هاريسون على موقع كرة السلة الأوروبية.كوم (الإنجليزية)
- إيرل هاريسون على موقع كلية كرة السلة في سبورتس رفرنس.كوم (الإنجليزية)